# 질리언 홀

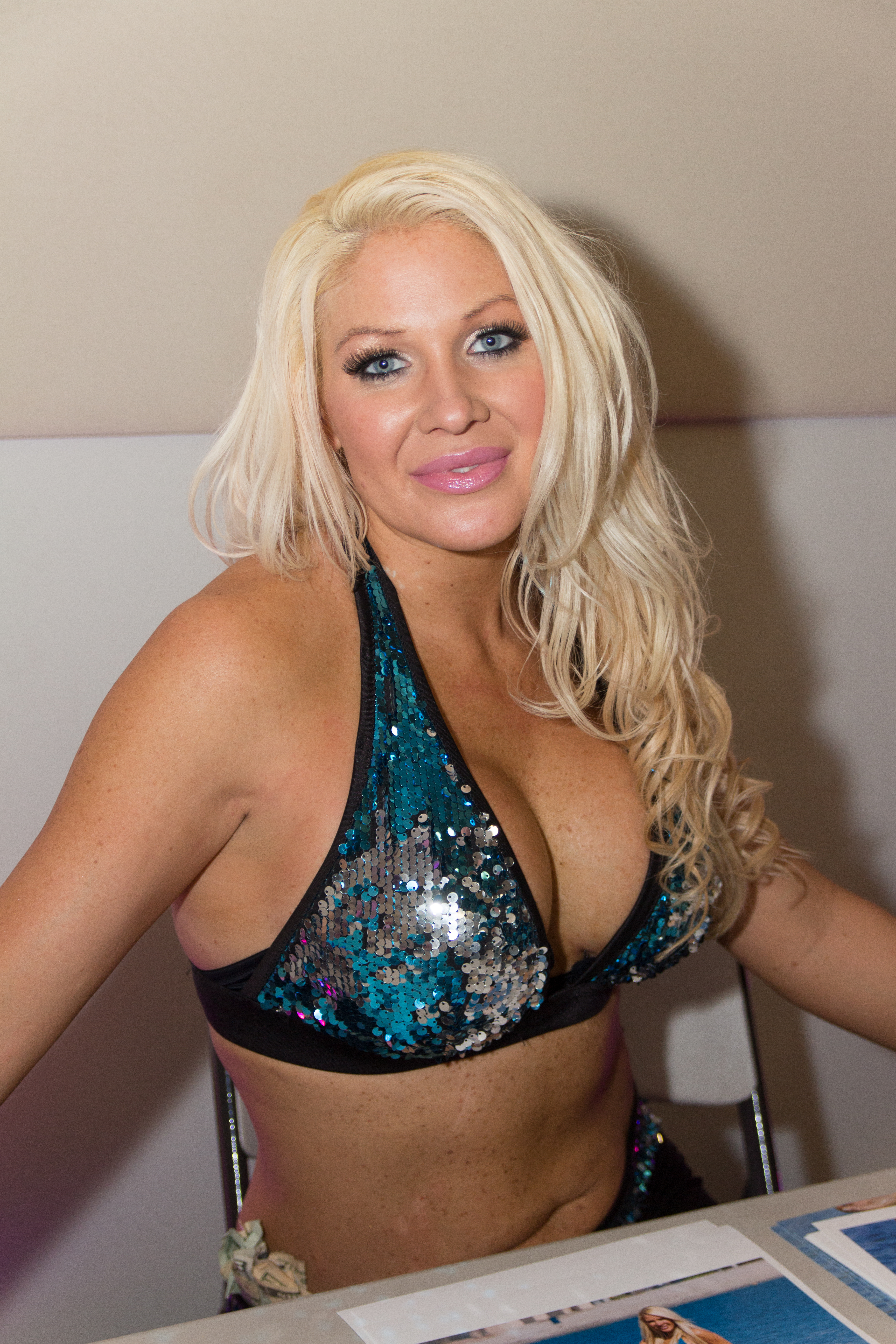
질리언 홀 (2013년)

질리언 홀(Jillian Hall, 1980년 9월 6일 ~ )은 미국의 여자 프로레슬링선수다. 키는 168cm 몸무게는 57kg이다.

## 수상
- WWE 디바스 챔피언 1회